# Evania cribrata
Evania cribrata är en stekelart som beskrevs av Semenow 1892. Evania cribrata ingår i släktet Evania och familjen hungersteklar. Inga underarter finns listade i Catalogue of Life.